# Вацлавская площадь

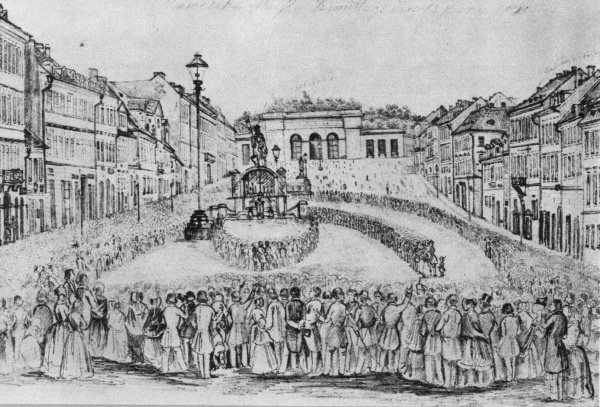
Святая Месса во время Славянского конгресса на Конской площади в Праге, 12 июня 1848 года.

Ва́цлавская пло́щадь (чешск. Václavské náměstíо файле, площадь Святого Вацлава; разговорное название Вацлавак — Václavák) — одна из самых знаменитых и больших городских площадей в мире, главный центр Нового Места в Праге.
Место многих исторических событий, традиционное место демонстраций, празднеств и общественных собраний. Торговый и деловой центр Праги, где находятся крупные отели, магазины и кафе. Площадь названа именем святого Вацлава, князя Чешского, небесного покровителя страны. Ранее называлась Конский рынок (Koňský trh) или Конская площадь, так как в Средневековье там проводились лошадиные ярмарки. Переименована в Вацлавскую (Святовацлавскую) площадь в 1848 году.

## Общая характеристика

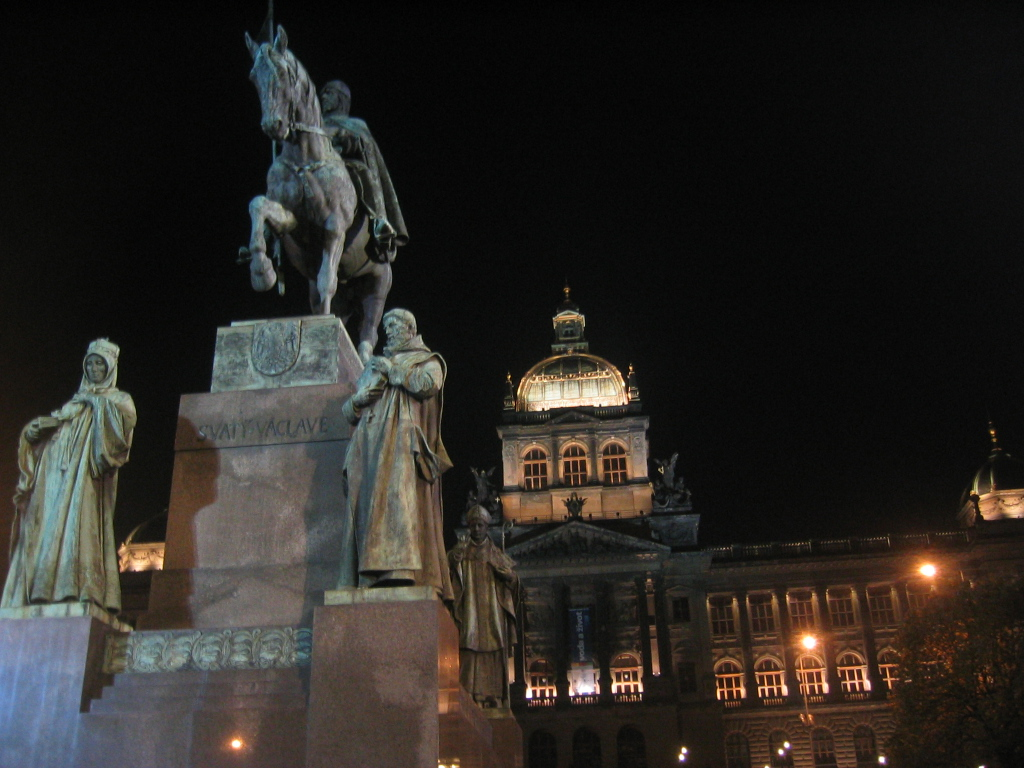
Памятник святому Вацлаву и Национальный музей ночью

Вацлавская площадь скорее напоминает широкий бульвар: это сильно вытянутый четырёхугольник длиной 750 м, шириной 63 м в верхней и 48 м в нижней части, общей площадью 45 тыс. м², идущий под гору с северо-запада на юго-восток, на нём шесть десятков зданий. Площадь обычно сравнивают с парижскими Елисейскими полями. Архитектурный ансамбль площади сложился в XIX—XX веках. Характерной особенностью зданий Вацлавака является то, что практически все они имеют «пассажи» (проходные дворы), соединяющие их с другими улицами (иногда несколькими).
Северо-западным концом площадь граничит со Старым Местом по идущим перпендикулярно ей улицам На Пршикопе (само это название значит «на рву», отделявшем в Средневековье старый город от нового) и 28 Ржийна (28 Октября). Перекрёсток площади и этих улиц известен как «Мустек» («мостик» над этим рвом). В восточном направлении от площади отходят улицы Йиндржишска и Оплеталова, в западном — Водичкова, Штепанска, Ве Смечках и Краковска.
В юго-восточном конце площади расположено величественное неоренессансное здание Национального музея (архитектор Йозеф Шульц, 1885—1890). В здании на Вацлавской площади размещены Пантеон — собрание бюстов великих людей Чехии (господствующий над зданием купол является куполом Пантеона), коллекции основной части музейного комплекса — Музея естествознания и истории, а также библиотека, включающая 1,3 млн книг и 8 тысяч рукописей. От Музея расходятся Вильсонова и Мезибранска улицы. На наружной парадной лестнице главного входа находятся скульптурные аллегории, олицетворяющие Чехию, её реки и горы Крконоше.
Перед Национальным музеем стоит конная статуя св. Вацлава работы Йосефа Вацлава Мысльбека; работа началась в 1887 году, статуя воздвигнута в 1912 году, в современном виде скульптурный комплекс с 1924 года. Вокруг основания памятника стоят другие чешские святые: святая Людмила, святая Агнесса Чешская (Анежка), святой Прокопий Сазавский и Адальберт Пражский (статуя Адальберта-Войтеха добавлена последней в 1924 году). Надпись на постаменте (архитектором постамента является модернист Алоис Дриак, автор или соавтор нескольких зданий на Вацлавской площади) гласит: Svatý Václave, vévodo české země, kníže náš, nedej zahynouti nám ni budoucím («Святой Вацлав, герцог земли Чешской, государь наш, не дай погибнуть ни нам, ни детям нашим»). У статуи пражане назначают встречи.
Национальный музей и памятник святому Вацлаву относятся к наиболее узнаваемым символам Праги.

## История

### Конский рынок

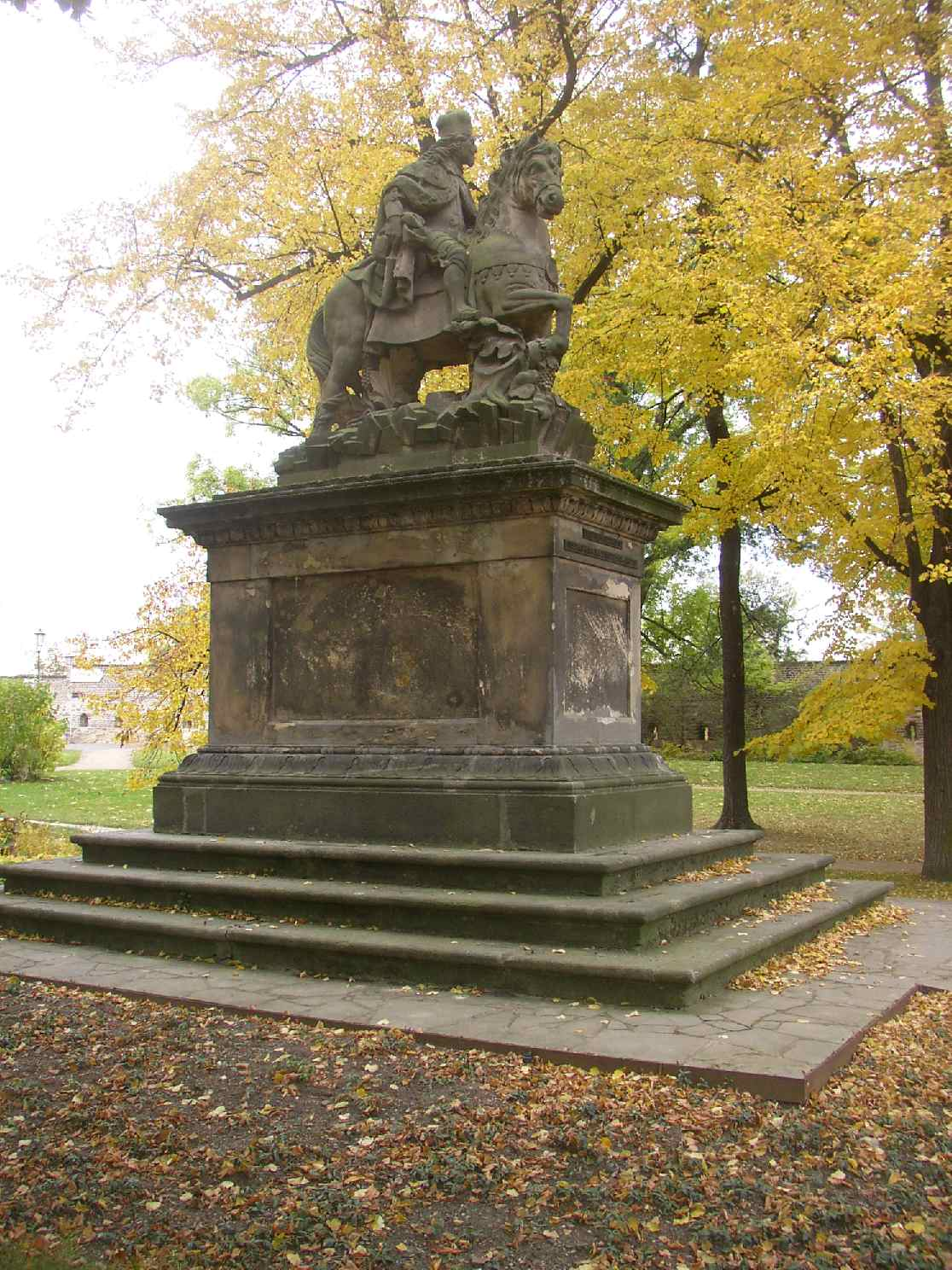
Двести лет площадь украшал другой князь Вацлав — работы скульптора XVII века Яна Иржи Бендля. Теперь эта скульптура находится в садах Вышеграда

Нове-Место основано в 1348 году королём и императором Карлом IV. По первоначальному плану, в Новом Месте было несколько открытых площадок — рынков, в частности, Конский рынок, Koňský trh, нем. Rossmarkt (кроме того, Скотный — современная Карлова площадь и Сенной — Сеноважная площадь). Ширину Конского рынка определил сам император. Через ворота св. Гавела (обнаруженные в XX веке при раскопках) рынок соединялся с до сих пор действующим в Старом Месте Гавельским рынком «на Мостике», там также имелся пруд с мельницей, а по оси площади располагались три фонтана. В другом конце Конского рынка, на нынешнем месте Музея, находились Конские ворота — одни из ворот снесённой в 1875 году новоместской крепостной стены. Рядом с воротами был небольшой ручеёк, где поили и мыли лошадей. Изначально на площади имелись также лавки солода и пива, а также дома мелких ремесленников. В более позднюю эпоху на рынке торговали также зерном, тканями, оружием. Рынок был закрыт в 1877 году, но даже в конце XIX века у значительно «облагородившегося» Вацлавака была репутация места, где «торгуют всем, чем только можно». На торговой площади в Средневековье происходили также казни, в обоих концах Конского торга ставились виселицы.
В 1680 году на площади, на углу нынешней Йиндржишской (Генриховой) улицы воздвигли раннебарочную статую святого Вацлава (созданную в 1678 году Бендлем); в 1879 этот монумент был перенесён в Вышеград. На углу современной Оплеталовой улицы с 1727 года находилась статуя Иоанна Непомуцкого с ангелами, которая тоже была снята в 1879 году. В 1786 году у одного из фонтанов чешские патриоты открыли первый театр (под открытым небом), который играл на чешском языке, под названием «Боуда»; в 1789 году он был закрыт под тем предлогом, что мешал движению. В конце XVIII века Торг был замощен булыжником, и к началу XIX в. площадь была полностью расчищена.

### Площадь Нового времени
На волне Чешского национального возрождения в XIX веке площади было дано имя святого патрона Чехии, статуя которого на площади давно стала местом массовых сходок пражан; переименование предложил патриот Карел Гавличек-Боровский. В тот же 1848 году на площади у памятника состоялась месса в день Пятидесятницы по случаю Славянского съезда, ставшая началом Святодуховского восстания и Революции 1848—1849.

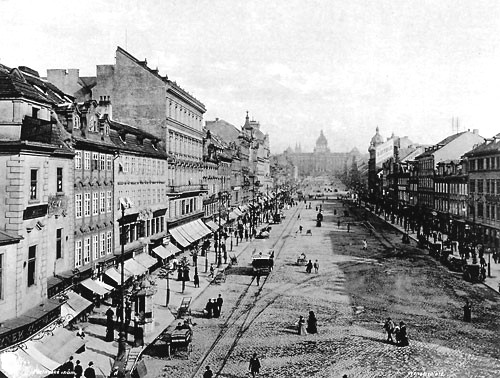
Вацлавская площадь в конце XIX века. Видны пути конки

В 1865 году на площади появилось газовое освещение, а в центре были поставлены массивные газовые фонари — «канделябры Никласа» (архитектор Алеш Линдбауэр, скульптор Эдуард Веселы), украшенные кариатидами. В 1884 году по площади был пущен первый маршрут конки, соединивший Мустек с Виноградами и Нуслями. В 1889—1890 годах возникла архитектурная доминанта площади — Национальный музей. 10 апреля 1895 года на Вацлаваке появилось электрическое освещение, а в 1900 году — электрический трамвай; одновременно центральная часть площади была освобождена, канделябры Никласа заменены на новые столбы с полукруглыми светильниками. В середине 1890-х годов пражским садоводом Франтишеком Томайером на площади были посажены в два ряда липы (на место ранее погибших платанов, высаженных в 1876 году в шесть рядов; часть сохранившихся деревьев пересажена на края тротуаров), и она через несколько лет приняла современный вид бульвара. Сейчас на площади 150 деревьев.
В конце XIX — начале XX века развернулось масштабное строительство на площади, причём были задействованы такие стили, как модерн (пражская сецессия) и так называемый «чешский кубизм». Многие здания на площади получили название «дворец» (palác). При этом почти полностью уничтожены ренессансные и классицистские постройки (уцелело всего несколько зданий конца XVIII — первой половины XIX в.).

### Драматические события XX века
28 октября 1918 года перед новой статуей Вацлава писатель Алоис Йирасек прочёл прокламацию независимости Чехословакии от Австро-Венгрии. 55 % участников опроса на сайте, посвящённом площади, считают это событие самым памятным в её истории.
Площадь пережила бурное развитие в 1920-е годы (особенно после объединения Праги с пригородами в 600-тысячную Большую Прагу в 1922 году), на ней появились банки, магазины, отели, рестораны, продолжилось строительство, где ведущую роль играли уже конструктивизм и функционализм. В 1927 году на площади возник средний ряд (для трамваев) и места парковки автотранспорта. Сложился общественный и торговый центр города — «Золотой крест» (Вацлавская площадь и примыкающие к ней с севера улицы 28 Октября и На Пршикопе; последняя стала главной «банковской» улицей Праги).
При немецкой оккупации (1939—1945) площадь использовалась для массовых демонстраций; после убийства Гейдриха здесь была устроена в 1942 массовая присяга на верность рейху. Во время Пражского восстания в 1945 было разрушено несколько зданий. После победы на площади было провозглашено окончание войны, а также национализация тяжёлой промышленности и банков.
В 16 часов 25 февраля 1948 года, после Февральского переворота («Победного февраля») и прихода к власти Коммунистической партии Чехословакии, на Вацлавской площади Клемент Готвальд провозгласил установление власти трудящихся; накануне на площади состоялся 70-тысячный митинг коммунистов. В дальнейшем в социалистической Чехословакии на площади устраивались торжественные митинги.
В 1950-е годы на месте уничтоженных строений были возведены универмаги («Дом пищи», Dům potravin, «Дом моды», Dům módy) и другие здания в «неоклассическом» «большом стиле». В 1966—1968 годах под площадью появился первый подземный переход (авторы Я. Страшил, Й. Колес и другие).
На площади происходил ряд событий Пражской весны 1968 года, в августе по ней шли советские танки (Операция «Дунай»). При вводе войск Варшавского договора и вооружённых столкновениях с противниками ввода войск было повреждено здание Национального музея (повреждения сохранились). В 2008 году к 40-летию событий перед музеем была развёрнута часть экспозиции юбилейной выставки «…А приехали танки», с участием настоящего танка и плакатов тех времён.

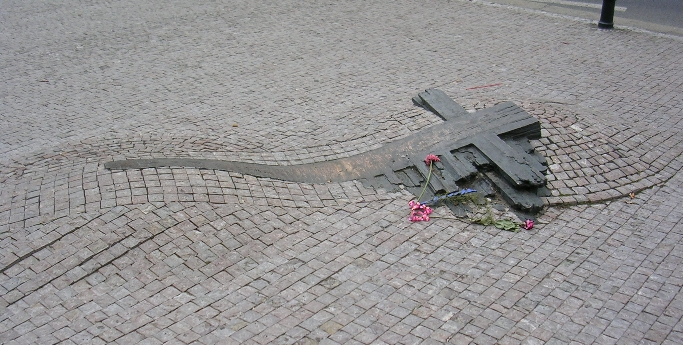
Памятник Палаху и Зайицу на месте самосожжения Палаха

16 января 1969 года здесь (перед музеем) совершил самосожжение студент Карлова университета Ян Палах, протестовавший против ввода советских войск в Чехословакию. 25 февраля в пассаже дома № 39 на Вацлавской площади таким же образом покончил с собой другой студент — Ян Зайиц. Спустя 34 года, в 2003 году, неподалёку от места самоубийств Палаха и Зайица совершил самосожжение старшеклассник, оставивший незадолго до смерти прощальное письмо в Интернете.
28 марта 1969 года на Вацлавской площади произошли массовые беспорядки после победы сборной Чехословакии над сборной СССР по хоккею (на площади собралось 150 тысяч человек). Демонстрация сопровождалась нападением на офис представительства «Аэрофлота» (есть версия, что это было провокацией спецслужб), что было использовано СССР как предлог для ультиматума о полной смене партийного и государственного руководства ЧССР. В дальнейшем на Вацлавской площади отмечались и другие триумфы чешских хоккеистов (например, победа на олимпиаде в Нагано 1998 года).

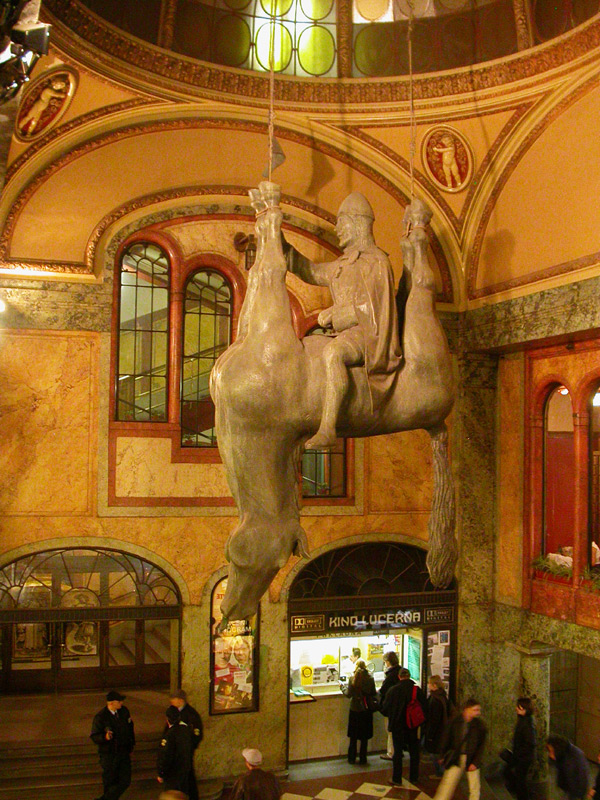
Пародия на памятник святому Вацлаву в помещении торговой галереи, находящейся в здании бывшей «Люцерны»

Массовые демонстрации, разогнанные полицией, происходили здесь также 28 октября 1988 года в честь 70-летия независимости Чехословакии и в январе 1989 к 20-летию самосожжения Палаха. В ноябре 1989 года во время Бархатной революции на Вацлавскую площадь вышло более 200 тысяч человек, там в эти дни неоднократно выступал освобождённый из тюремного заключения Вацлав Гавел.

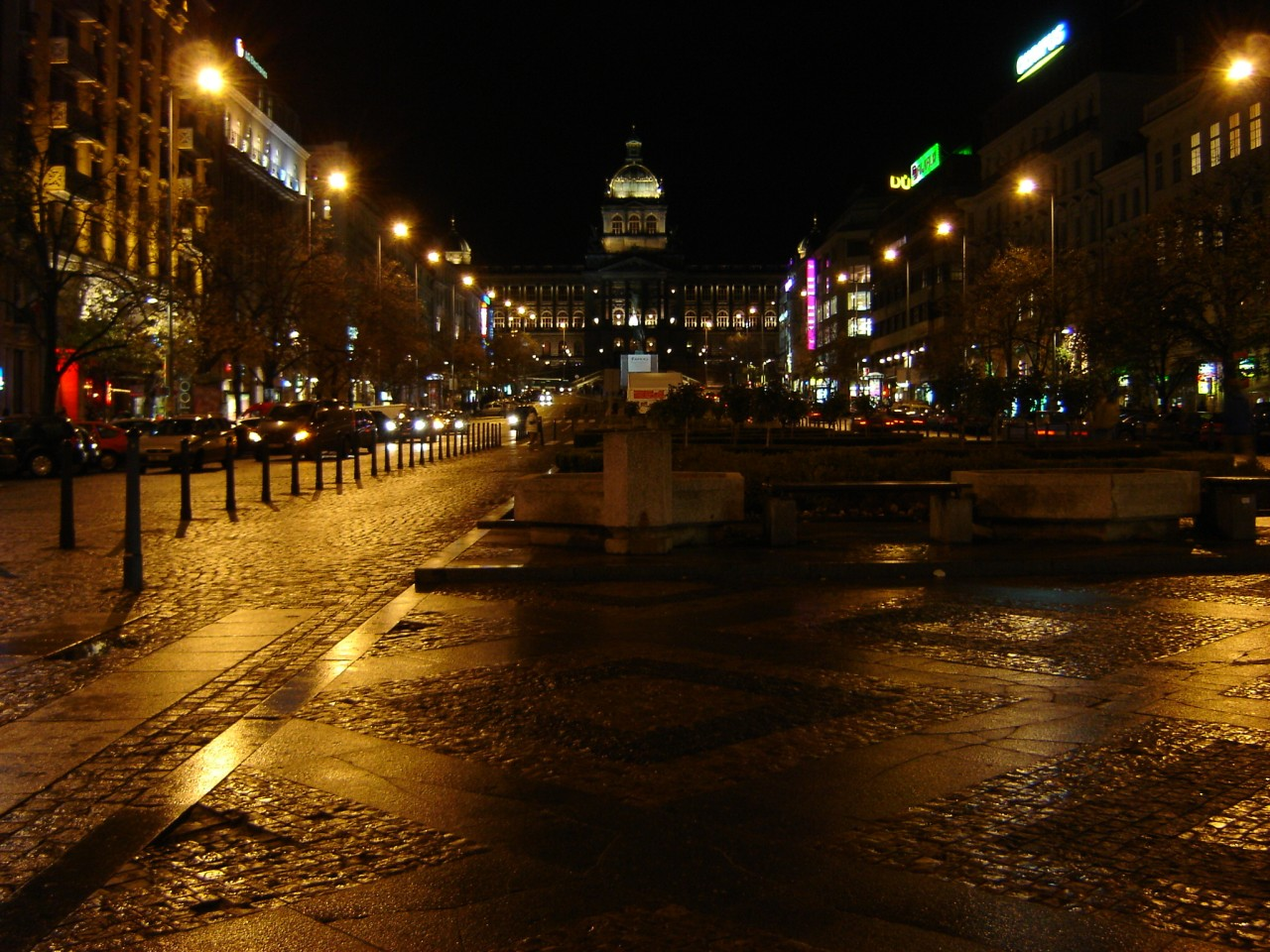
Вацлавская площадь ночью

Интересно, что на Вацлавской площади находится легендарный дансинг-холл «Люцерна», построенный дедом Гавела (ныне торговая галерея и киноконцертный зал); одно время и сам Гавел владел контрольным пакетом этого заведения. По иронии судьбы именно в «Люцерне» в своё время состоялось первое собрание коммунистов после освобождения Праги. В помещении «Люцерны» с 2000 года находится пародия на памятник Мысльбека (автор Давид Черни) — конь висит вверх ногами, а Вацлав сидит у него на животе.

## Современность
В наше время на Вацлавской площади сосредоточены гостиницы, конторы, розничные магазины (включая крупнейший пражский книжный магазин «Луксор»), дома моды, пункты обмена валют (с курсом зачастую завышенным по сравнению с другими местами города) и многочисленные, в ряд один за другим вдоль площади, киоски быстрого питания; в 2000-е годы появился проект убрать торговцев колбасками с Вацлавской площади. В одном из зданий размещен «Макдоналдс». В центре находится кафе «Красный трамвай», оформленное в виде трамвая. Цена на земельные участки на Вацлавской площади весьма высока. Активна «ночная жизнь» (что в целом не характерно для Праги, где заведения закрываются рано); с наступлением сумерек оживляется и криминальная деятельность (проституция, продажа наркотиков). Популярное место среди туристов, кадр площади с силуэтом Национального музея — один из символов Праги.

## Основные здания

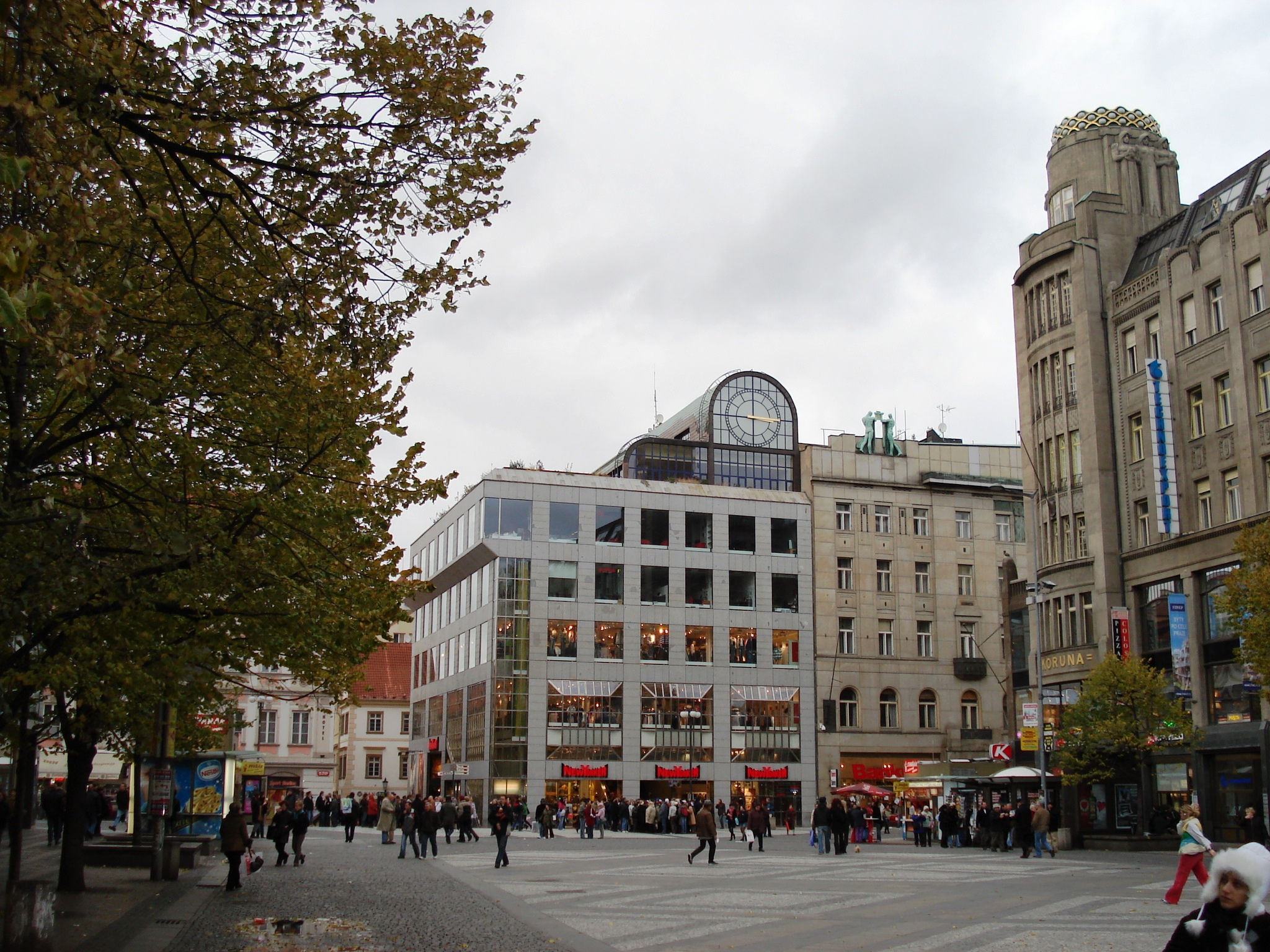
Начало площади. На заднем плане справа — дворец «Коруна» на Мустеке

Нумерация домов по Вацлавской площади идёт от Старого места к Национальному музею. Нумерация по восточной стороне — от 1 до 59, по западной — от 2 до 66. Среди известных зданий на площади:
- № 1: Офисный и торговый центр «Palác Koruna». Архитекторы Антонин Пфайффер и Матей Блеха, скульптуры на крыше Войтеха Сухарды, 1912—1914, поздний модерн — арт-деко.
- № 2: Дворец «Европа», законченный в 2002 году, выстроен в футуристическом духе по образцу работ Миса ван дер Роэ, на месте здания, построенного в 1973 году, и посвящён Евросоюзу. Архитекторы Рихард Долежал, Петр Малинский, Петр Буриан, Михал Покорный, Мартин Котик.

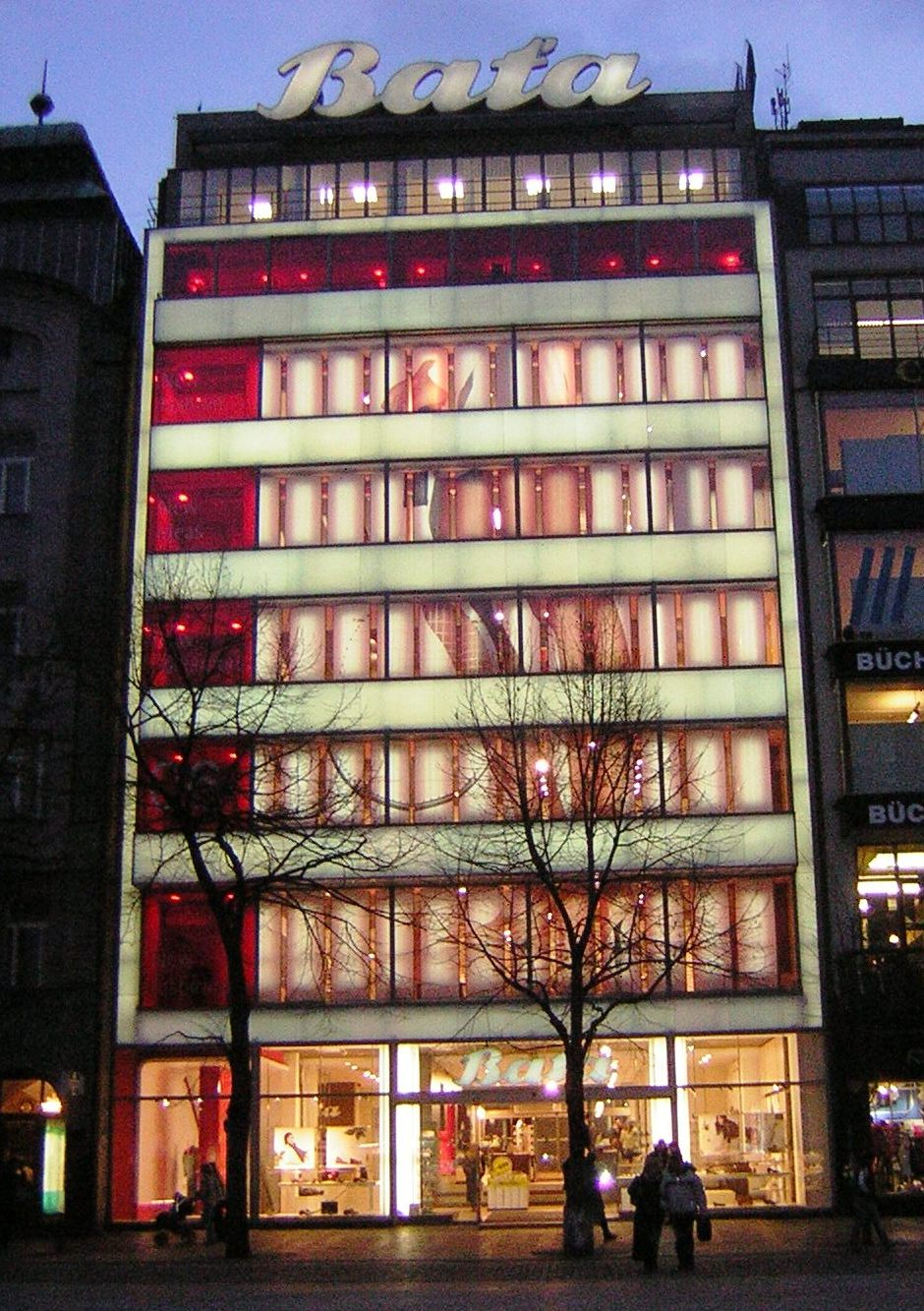
Обувной магазин «Батя», д. 6

- № 4: Дом Линдта (Lindtův dům) или дворец «Астра» — ранний образец конструктивизма, первое здание этого стиля в Праге. Архитектор Людвик Кисела, 1927. Украшения в стиле псевдорококо (Пауль Зюдов). Вход в станцию метро «Мустек».
- № 5: Отель «Амбассадор», предназначавшийся для аристократии[10]. Архитекторы Рихард Кленка и Франтишек Вейр, 1912, индивидуальный проект с ориентальными элементами (первоначально кабаре «Альгамбра» и кинотеатр «Пассаж»).
- № 6: Обувной магазин «Батя», 1929, относится к «золотой эпохе» фирмы — временам одного из крупнейших магнатов Первой республики Томаша Бати. Архитектор Людвик Кисела, важнейший памятник пражского функционализма, в своё время самый современный торговый центр в Европе. По тому же проекту выстроена главная контора фирмы Батя в Злине.
- № 7: Отель «Злата Гуса». Архитекторы Матей Блеха и Эмил Краличек, 1911—1913, модерн (пражская сецессия).
- № 8: Аптека «Адам». Архитекторы Матей Блеха и Эмил Краличек, 1911—1913; сочетание модерна и кубизма, а также сохранены элементы первоначального здания. Аптека работает непрерывно несколько сот лет.
- № 11: Бывший универмаг «Дарекс». При реконструкции в 1994—1996 проводились археологические раскопки и обнаружен фундамент дома, где на рубеже XVI и XVII в. жил Матвей Бурбоний, придворный врач императоров Рудольфа II и Матвея Габсбургов. В коммунистическое время распределитель для номенклатуры по специальным чекам. После реконструкции от необарочного здания 1893 года сохранён только фасад; в остальном это 9-этажное современное здание архитектора Петера Пивека, рассчитанное на офисы и апартаменты «люкс», 3 подземных этажа с 62 парковочными местами. В подземном помещении имеется также музей археологических находок. Внутренний атриум с двумя панорамными лифтами.
- № 12: Дом Петерки. Архитектор Ян Котера, 1899, одно из наиболее известных зданий пражского модерна. Фронтон ар-нуво, украшения (растительный орнамент) Йозефа Пекарки и скульптуры Станислава Сухарды.
- № 16: Бывший отель «Дружба». Архитектор Ян Еролим, 1926—1927.

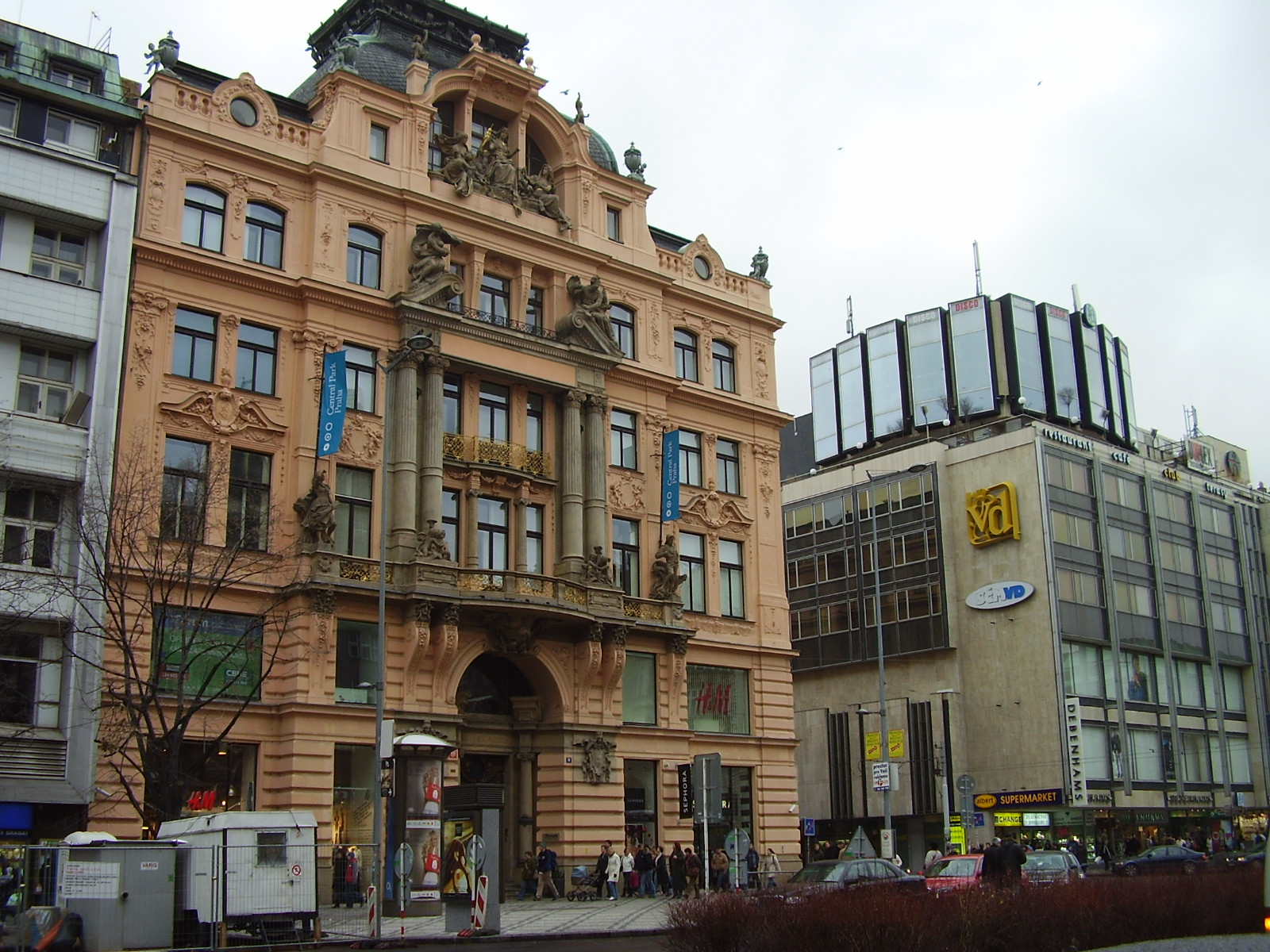
Необарочный дворец «Assigurazioni Generali» рядом с универмагом «Дружба» советского типа: контрасты Вацлавской площади. Дома 19-21

- № 17: Дворец «Прага». Архитектор Рудольф Стоцкар, 1926—1929, конструктивизм, застеклённый фасад. Ныне кинотеатр «Прага» и ряд фирм.
- № 19: Дворец страхового общества «Assigurazioni Generali». Архитекторы Бедржих Оман и Освальд Поливка, 1895, необарокко, на месте ренессансного дома XVII в. Украшен скульптурами Станислава Сухарды, Антонина Прохазки и др. В этом страховом обществе начинал работать Франц Кафка. В течение многих лет во дворце размещались Управление по стандартизации и измерениям и польский информационный и культурный центр. Ныне банк «ИПБ».
- № 21: Универмаг «Дружба» — памятник эпохи нормализации. Архитекторы Милан Вашек, Властибор Климеш и Вратислав Ружичка. «Интернационалистский стиль», 1971—1975, характерная восьмиугольная башня.

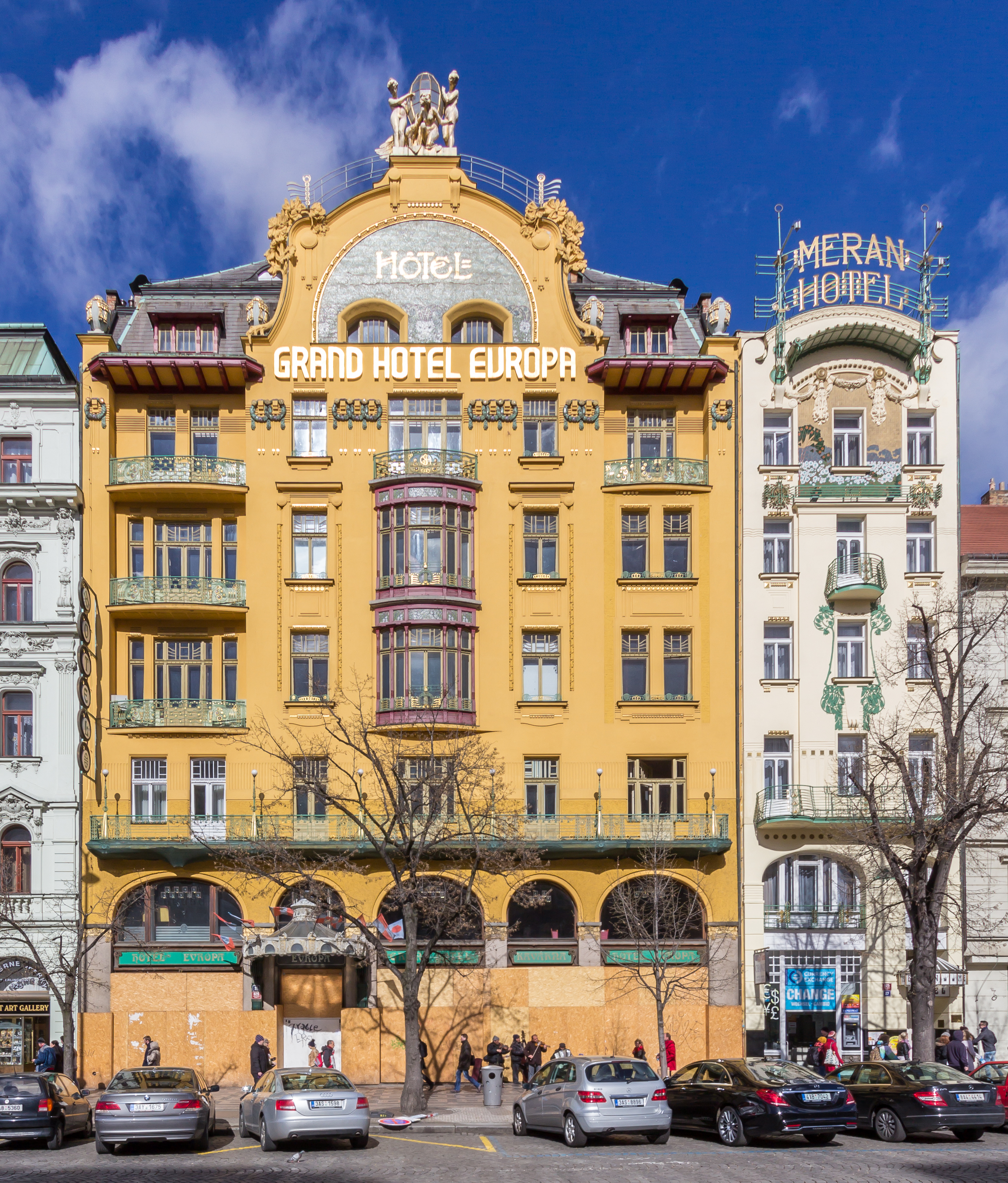
Отель «Европа», д. 25

- № 22: Отель «Юлиш». Архитектор Павел Янак, 1922—1925, поздний кубизм; 1932, функционализм. В фасаде используется стекло и сталь; пассаж соединяет здание с францисканскими садами.
- № 25: Отель «Европа» в стиле модерн. Архитектор Бедржих Бендельмайер, скульптор Ладислав Шалоун, 1905. Имел репутацию буржуазного, а позже (1920-е) богемного[10].
- № 26: Гостиница «Адрия», старейшее здание площади — раньше известно как «У синего сапога», построено на месте двух готических домов горожан (подвалы сохранились). В 1784—1789 гг. перестроено архитектором Йозефом Зикой (классицизм), а в 1911 Матеем Блехой, добавившим необарочные мансардовые крыши. Здесь был театр, где играл актёр и режиссёр Эмиль Артур Лонген. Винный погреб оформлен под античный Аид.
- № 27: Отель «Меран» (ныне «Европа-Гарни», единый ансамбль с «Европой»). Архитекторы Алоис Дриак, 1903—1906.
- № 28: Дворец «Альфа». 1926—1928, конструктивизм. Через пассаж проход в небольшой сад францисканцев.

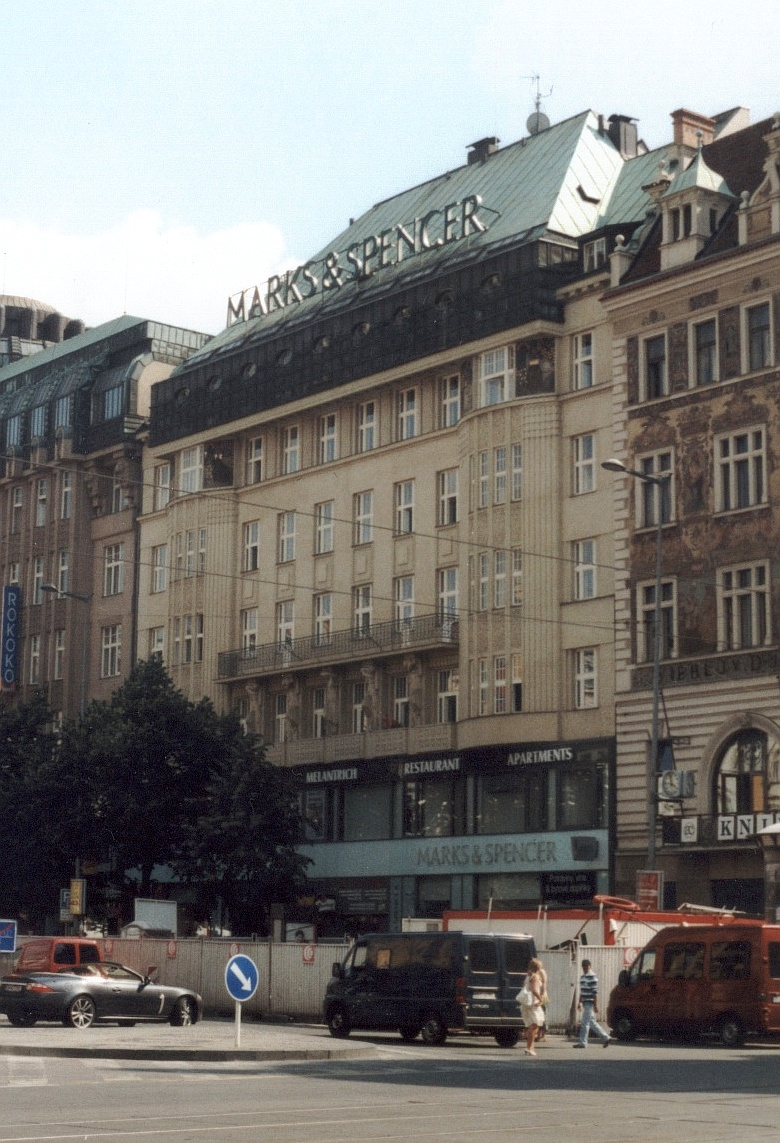
Здание издательства «Мелантрих», д. 36

- № 32: Бывший Чешский банк. Архитекторы Йозеф Сакарж и Освальд Поливка, 1914—1916, неоклассицизм. До этого на его месте находился ренессансный дом «У Льготку». Реконструировано в 1947 г., оборудован кинотеатр.
- № 34: «Дом Вигла». Архитектор Антонин Вигл, 1896, неоготика, художественное оформление фасада — М. Алеш.
- № 36: Здание издательства «Мелантрих». Архитектор Бедржих Бендельмайер, поздний модерн — арт-деко, 1911—1912, фасад украшен изображениями работы Вратислава Майера. На балконе здания в ноябре 1989 года в разгар Бархатной революции вместе появились Александр Дубчек и Вацлав Гавел. Издательство, просуществовавшее более века и бывшее одним из крупнейших в Чехии, обанкротилось и закрылось в 1999. Ныне в здании роскошный отель, сохранивший название «Мелантрих».
- № 38: Дворец «Люцерна». Построен в 1912—1916 Вацлавом Гавелом-дедом как кабаре, модернизован в 1969—1970. Комплекс «Люцерна» занимает 21 тысячу квадратных метров, в нём расположены многочисленные рестораны, театр «Рококо» и в подземном помещении киноконцертный зал «Звезда».
- № 40: Земельный банк («Ледовый дворец»), часть комплекса «Люцерна». Архитекторы Эмил Краличек(?), Матей Блеха, 1913—1915, арт-деко с элементами кубизма, характерная башня.
- № 41: Дворец «Летка» (бывший «Авион», ныне отель «Рамада»). Архитектор Богумир Козак, 1926, конструктивизм. Ныне дом книги «Луксор» (по названию раньше находившихся в здании торговых пассажей).
- № 42: Инвестиционный банк. Архитектор Франтишек Ройт, 1920—1931. Построен на месте пивоваренного завода «У Примасу».
- № 43: Кинотеатр «Ялта» (бывший «Аполлон»), театр Иржи Гроссмана. Инженер Богуслав Бечкай, 1928.
- № 45: Отель «Ялта», рассчитан на сто номеров, имеется ресторан с террасой. Архитектор Антонин Тенцер, 1955—1958, социалистический «неоклассицизм», на месте здания, разрушенного в 1945 г. В социалистическое время — номенклатурный отель, в номерах велась «прослушка» МВД ЧССР.
- № 47: Здание 1880 г., перестроено в 1921 г.
- № 49: посольство Польши.

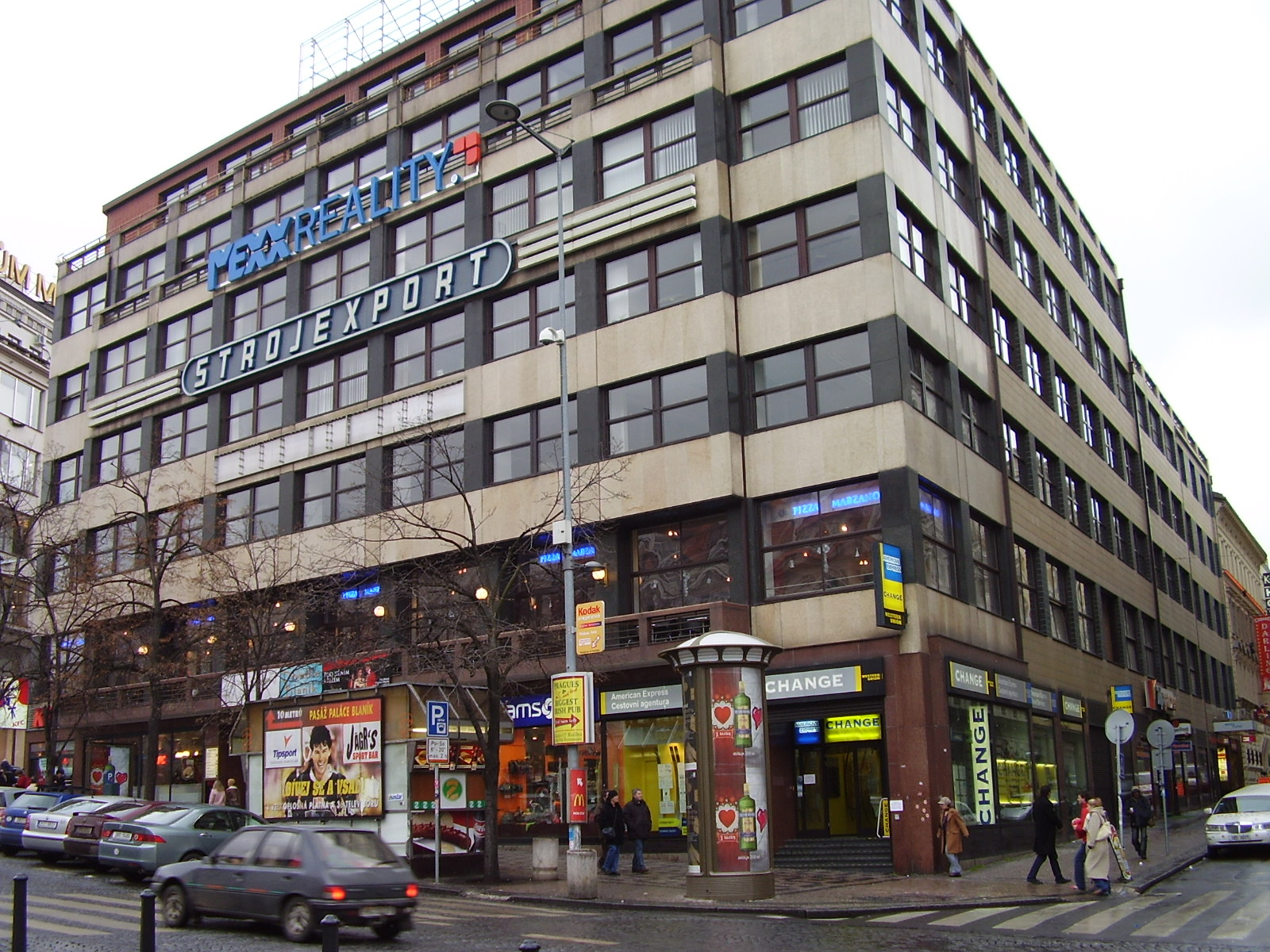
Дворец «Феникс», д. 56

- № 52: жилой дом «На Косику». Архитектор Йозеф Шульце, 1880, неоренессанс.
- № 55: одно из старейших зданий площади (1839); перестроено 1896, оформление фасада 1924.
- № 56: Дворец «Феникс»: торговый центр и кинотеатр «Бланик». Архитектор Бедржих Эрман, 1928/1930, конструктивизм. Интерьеры торгового центра украшены мозаиками.
- № 58: Дом моды. Архитектор Йозеф Грубы, 1954—1956, социалистический «неоклассицизм», на месте здания, разрушенного в 1945 г. Аллегория «Текстильная промышленность» скульптора Бартуньки.
- № 59: бывший Дом продовольствия. Архитекторы Максимилиан Гронвальдт и Иржи Хватлина, 1954, социалистический «неоклассицизм», на месте здания, разрушенного в 1945 г. В настоящее время филиал универмага «Белый лебедь». С 1990-х годов в здании имеется вход в станцию метро «Музеум».

## Транспорт

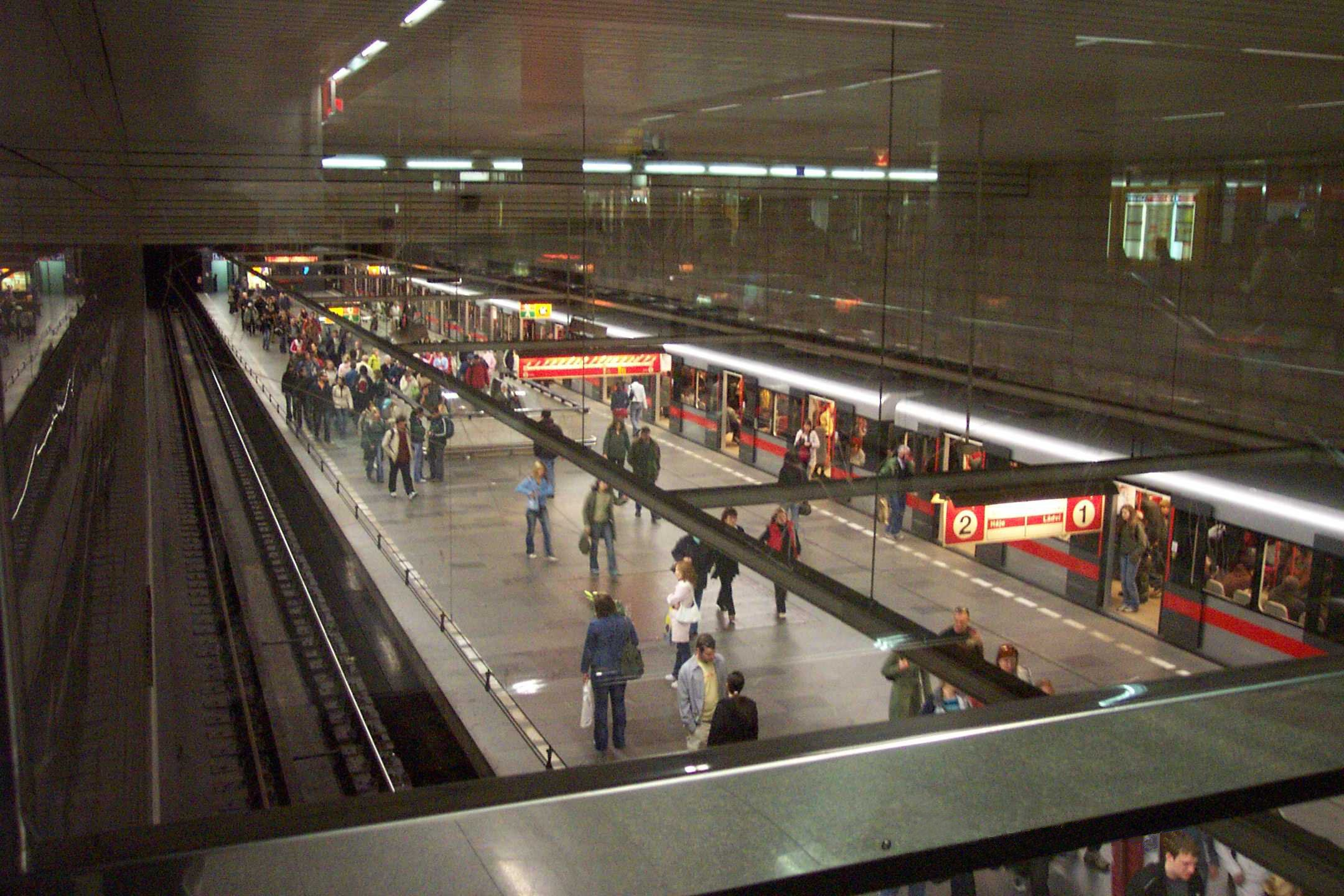
Станция «Музеум» линии C

Под площадью проходит Линия А Пражского метрополитена (участок открыт 12 августа 1978 г.). На Вацлавскую площадь имеют выходы две самые загруженные станции, «Музеум» (Muzeum, пересадка на линию C) и «Мустек» (Můstek, пересадка на линию B); это один из самых коротких перегонов в метро.
В 1960-е годы по площади ездили также недолго просуществовавшие в Праге троллейбусы, имевшие там конечную остановку. 13 декабря 1980 года было прекращено движение трамвая вдоль по площади, на месте бывших путей разбиты клумбы с шестиугольными бетонными цветочницами. В настоящее время рассматриваются планы возвращения трамвая по так называемому «выделенному» маршруту. Сейчас трамвайные пути лишь пересекают площадь.
Северо-западный конец — пешеходная зона; остальные участки открыты для движения. С 2010 года с автомобилистов за въезд на площадь будет взиматься плата[уточнить].